# نعمت صادقی (دادستان)
نعمت صادقی دادستان عمومی و انقلاب استان کرمانشاه است. وی پس از مجتبی ملکی دادستان پیشین کرمانشاه در آبان ماه ۱۳۹۵، توسط صادق آملی لاریجانی دادستان وقت کل کشور منصوب گردید.